# テイク・ユア・タイム (サム・ハントの曲)
「テイク・ユア・タイム」（Take Your Time）は、2014年11月24日に発売されたサム・ハントのシングル。発売元はBig Machine Records（Universal Music Group）。

## 収録曲
1. Take Your Time [4:02]
Produced by Zach Crowell, Shane McAnally
(作詞・作曲：Sam Hunt, Josh Osborne, Shane McAnally)
  - 2014年10月27日に発売されたアルバム『Montevallo』からのシングルカット。第58回グラミー賞のパフォーマンスではCarrie Underwoodと披露した[11]。

## 受賞・ノミネート
| 年     | 音楽賞                                                   | 賞                           | 結果       |
| ------ | -------------------------------------------------------- | ---------------------------- | ---------- |
| 2015年 | ティーン・チョイス・アワード2015                         | カントリー・ソング部門       | ノミネート |
| 2015年 | カントリーミュージック協会賞                             | 最優秀カントリー・ソング賞   | ノミネート |
| 2015年 | カントリーミュージック協会賞                             | 最優秀カントリー・シングル賞 | ノミネート |
| 2016年 | アカデミー・オブ・カントリー・ミュージック・アワード2016 | 最優秀シングル・レコード賞   | ノミネート |
| 2016年 | ビルボード・ミュージック・アワード2016                   | 最優秀カントリー・ソング賞   | ノミネート |